# Терещенко Зінаїда Пилипівна
Зінаїда Пилипівна Терещенко ((17 (30) жовтня 1912 , Вербове, Таврійська губернія  — 11 грудня 2007 , Запоріжжя )) — зуборізчиця Запорізького машинобудівного заводу. Герой Соціалістичної Праці (1960).

## Біографія
Народилася 17 (30) жовтня 1912 року в селі Вербове (нині у Пологівському районі Запорізької області) у родині українських селян. Безпартійна. Робітничу діяльність розпочала зуборізником на Запорізькому моторобудівному заводі у 1933 році рятуючись від Голодомору 1932—1933 років. У 1941 році, разом із заводом, евакуйована до міста Омськ. У 1951 році повернулася до Запоріжжя та продовжувала роботу на колишньому підприємстві. Неодноразово перевиконувала план виробництва, вела велику громадську роботу.
Указом Президії Верховної Ради СРСР від 7 березня 1960 року в ознаменування 50-річчя Міжнародного жіночого дня за видатні досягнення у праці та особливо плідну громадську діяльність Терещенка Зінаїда Пилипівна удостоєна звання Героя Соціалістичної Праці.
Двічі обиралася депутатом Запорізької міської ради. 1967 року вийшла на пенсію. Жила у Запоріжжі.
Померла 11 грудня 2007 року на 96-у році життя у Запоріжжі, де й похована.

## Нагороди
Нагороджена орденом Леніна, медалями.